# Ardicino della Porta (zm. 1434)
Ardicino della Porta (zm. 9 kwietnia 1434) – włoski kardynał.
Pochodził z Novary. Był doktorem obojga praw, cieszył się sławą wybitnego prawnika. W młodości był żonaty, miał syna Corrado, który później uzyskał tytuł hrabiego Św. Cesarstwa Rzymskiego. Po śmierci żony, będąc już w podeszłym wieku rozpoczął pracę w Kurii Rzymskiej jako korektor listów apostolskich i adwokat konsystorialny. Uczestniczył w soborze w Konstancji. W 1426 papież Marcin V mianował go kardynałem diakonem Santi Cosma e Damiano. Uczestniczył w konklawe 1431. Zmarł w Rzymie. Krewny kardynała Ardicino della Porta (1434–1493).